# Christofer Ranzmaier
Christofer Ranzmaier (* 28. Juli 1987 in Kufstein) ist ein österreichischer Politiker der Freiheitlichen Partei Österreichs (FPÖ). Von März 2018 bis Oktober 2022 war er Abgeordneter zum Tiroler Landtag. Seit dem 24. Oktober 2024 ist er Abgeordneter zum Nationalrat.

## Leben
Christofer Ranzmaier besuchte nach der Volksschule in Kufstein das BRG Kufstein, wo er 2007 maturierte. Nach dem Präsenzdienst begann er 2009 ein Studium der Politikwissenschaften an der Universität Innsbruck.
Von 2011 bis 2013 war er Vorsitzender des Ringes Freiheitlicher Studenten (RFS) in Tirol, von 2012 bis August 2014 parlamentarischer Mitarbeiter der Nationalratsabgeordneten Carmen Schimanek. Von September 2014 bis März 2018 war er Landesparteisekretär der FPÖ Tirol. Von 2016 bis 2017 gehörte er dem Gemeinderat in Kufstein an, wo er seit Februar 2020 auch FPÖ-Stadtparteiobmann ist, nachdem er dort ab 2014 als stellvertretender FPÖ-Stadtparteiobmann fungierte. Bis September 2017 war er Generalsekretär des Ringes Freiheitlicher Jugend in Tirol, dessen Landesobmann er seitdem war.
Am 28. März 2018 wurde er in der konstituierenden Landtagssitzung der XVII. Gesetzgebungsperiode als Abgeordneter zum Tiroler Landtag angelobt, wo er dem Petitionsausschuss und dem Ausschuss für Föderalismus und Europäische Integration angehört sowie mit der Einsetzung des Untersuchungsausschusses zur Tiroler Soziale Dienste GmbH auch dort als Ersatzmitglied fungiert. Am 5. Dezember 2020 wurde er zum stv. Bundesobmann der Freiheitlichen Jugend Österreich gewählt. Bei der Gemeinderatswahl am 25. Februar 2022 kandidierte er in seiner Heimatgemeinde Kufstein als Spitzenkandidat für die FPÖ und ist seitdem wieder für die FPÖ im Kufsteiner Gemeinderat tätig. 
Im Mai 2022 folgte ihm Michael Henökl als Landesobmann der Freiheitlichen Jugend nach. Im Juli 2022 wurde bekannt, dass er bei der Landtagswahl 2022 aus privaten Gründen nicht mehr auf wählbarem Platz kandidiert.
Bei der Nationalratswahl 2024 im September 2024 erzielte er Mandat im Nationalrat. In der konstituierenden Sitzung der XXVIII. Gesetzgebungsperiode am 24. Oktober 2024 wurde er als Abgeordneter zum Nationalrat angelobt.